# واصل
واصل هو اسم علم مذكر من أصل عربي.
واصل هو اسم علم مذكر من أصل عربي، ويعني الشخص الذي يصل الأشياء ببعضها أو الذي يحافظ على صلة الرحم والتواصل مع الآخرين. الاسم مشتق من الفعل "وصل"، ويعبر عن الاستمرارية والتواصل. يُستخدم الاسم في العديد من الدول العربية، وكان معروفًا في التاريخ الإسلامي، حيث اشتهر بعض العلماء والقادة بهذا الاسم، مثل واصل بن عطاء، مؤسس مذهب المعتزلة في علم الكلام.
إعرابه واستعماله:
يمكن أن يأتي اسم الفاعل "واصل" مرفوعًا أو منصوبًا أو مجرورًا حسب موقعه في الجملة.
إذا كان معرفًا بـأل، فإنه يعمل عمل فعله بدون شروط، مثل:
الواصلُ رحمهُ محبوبٌ → "الواصل" اسم فاعل مرفوع، ويعمل عمل فعله "وصل"، و"رحمه" مفعول به.
إذا كان نكرة، فإنه يعمل عمل فعله بشرط أن يعتمد على نفي أو استفهام، مثل:
أواصلٌ صديقك الرسائل؟ → "واصل" اسم فاعل عامل لأنه مسبوق باستفهام، و"الرسائل" مفعول به.
معناه ودلالته في الجملة:
يدل اسم الفاعل "واصل" على الاستمرارية والتواصل، سواء كان في العلاقات الاجتماعية (كصلة الرحم) أو بين الأشياء (كالوصل بين النصوص أو الأفكار).

## شخصيات تحمل الاسم
- واصل بن عطاء
- واصل الحلواني
- واصل طه
- واصل أبو يوسف
- واصل مولى أبي عيينة

## وصلات خارجية
- موسوعة السلطان قابوس لأسماء العرب